# 테일러 그레이
테일러 그레이(Taylor Gray, 1993년 9월 7일 ~ )는 미국의 배우이다. 스타워즈 반란군에서 에즈라 브리저의 성우를 맡았다.

## 출연작
- 《스타워즈 반란군》- 에즈라 브리저 성우
- 넘버스 (드라마)
- 멘탈리스트 (드라마)
- 우주의 전사 쉬라